# 욕단
욕단(Joktan 또는 Yoktan, 히브리어: יָקְתָן, 현대: Yoqtan, 티베리아어: Yāqṭān, 아랍어: يقصان, 로마자 표기: Yaqṭān)은 에벨의 두 아들 중 둘째였다(창 10:25, 대상 1:19). 히브리어 성경에 언급되어 있다. 그는 노아의 아들 셈 (성경 인물)의 후손이다.
창세기 10장 25절에는 "에벨이 두 아들을 낳으니 하나의 이름을 벨렉이라 하니 이는 그 때에 땅이 나뉘었음이요 그 아우의 이름은 욕단이더라"라고 기록되어 있다.
창세기 10장 26~29절에 나오는 욕단의 아들들은 알모닷, 셀렙, 하살마웻, 예라, 하도람, 우살, 디글라, 오발, 아비마엘, 스바, 오빌, 하윌라, 요밥이다.
위필로(Pseudo-Philo)의 기록(약 70년)에서 니므롯과 베네크가 각각 함 (성경 인물)과 야벳의 자손을 다스리는 왕자였던 것처럼 욕단은 처음으로 셈 자손의 왕자가 되었다. 그의 버전에서 세 왕자는 모든 사람에게 바벨탑을 위한 벽돌을 굽도록 명령한다. 그러나 아브라함과 롯뿐만 아니라 욕단의 여러 아들을 포함하여 12명이 명령을 거부한다. 욕단은 그들을 시날에서 산으로 밀반출해 다른 두 왕자를 짜증나게 했다.